# Wymysłów (powiat kazimierski)
Wymysłów – wieś w Polsce położona w województwie świętokrzyskim, w powiecie kazimierskim, w gminie Kazimierza Wielka.
| SIMC    | Nazwa       | Rodzaj    |
| ------- | ----------- | --------- |
| 0242418 | Działoszyce | część wsi |
| 0242424 | Raj         | część wsi |

W latach 1975–1998 miejscowość należała administracyjnie do województwa kieleckiego.